# サファリバス

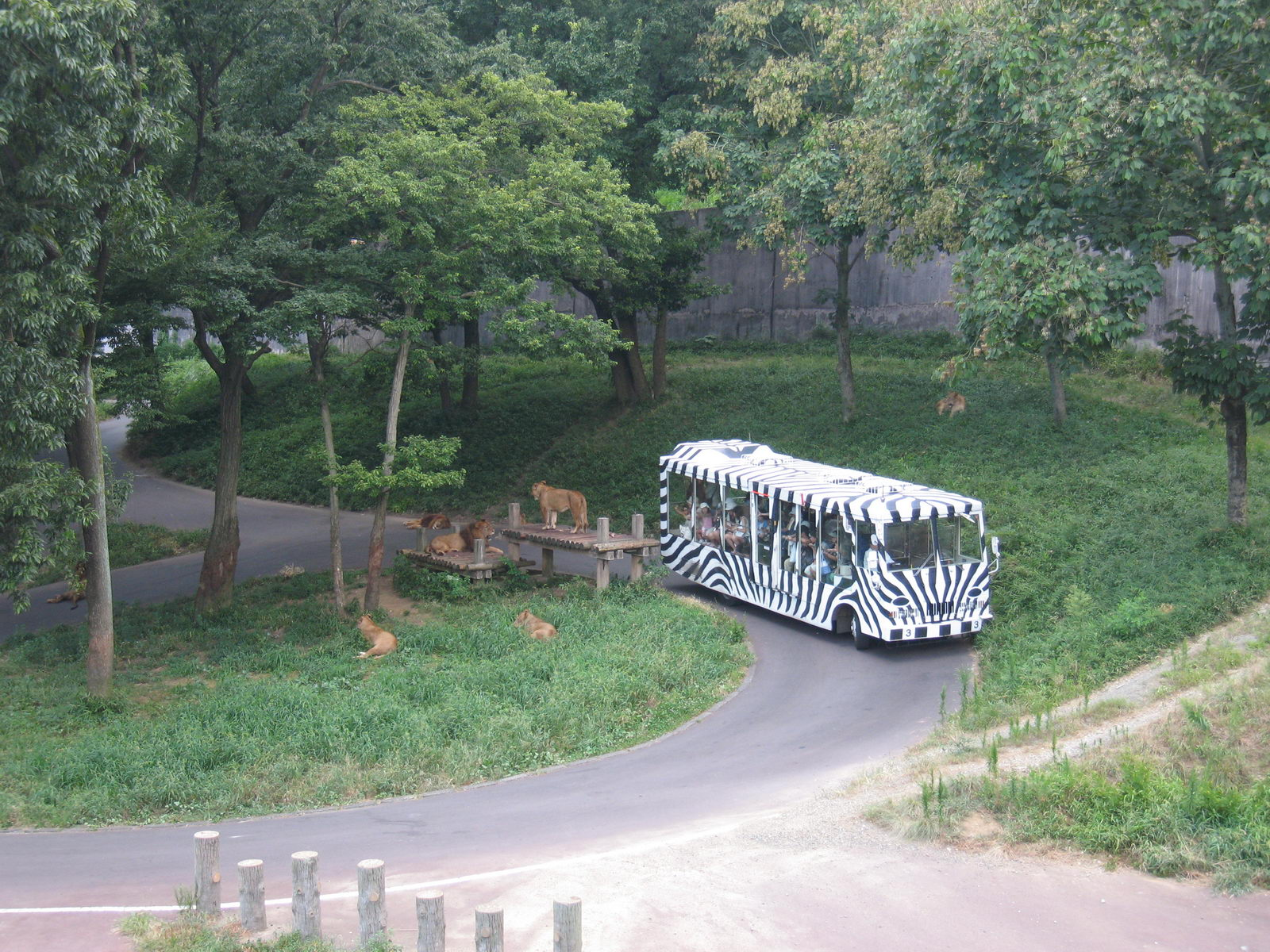
多摩動物公園の「ライオンバス」

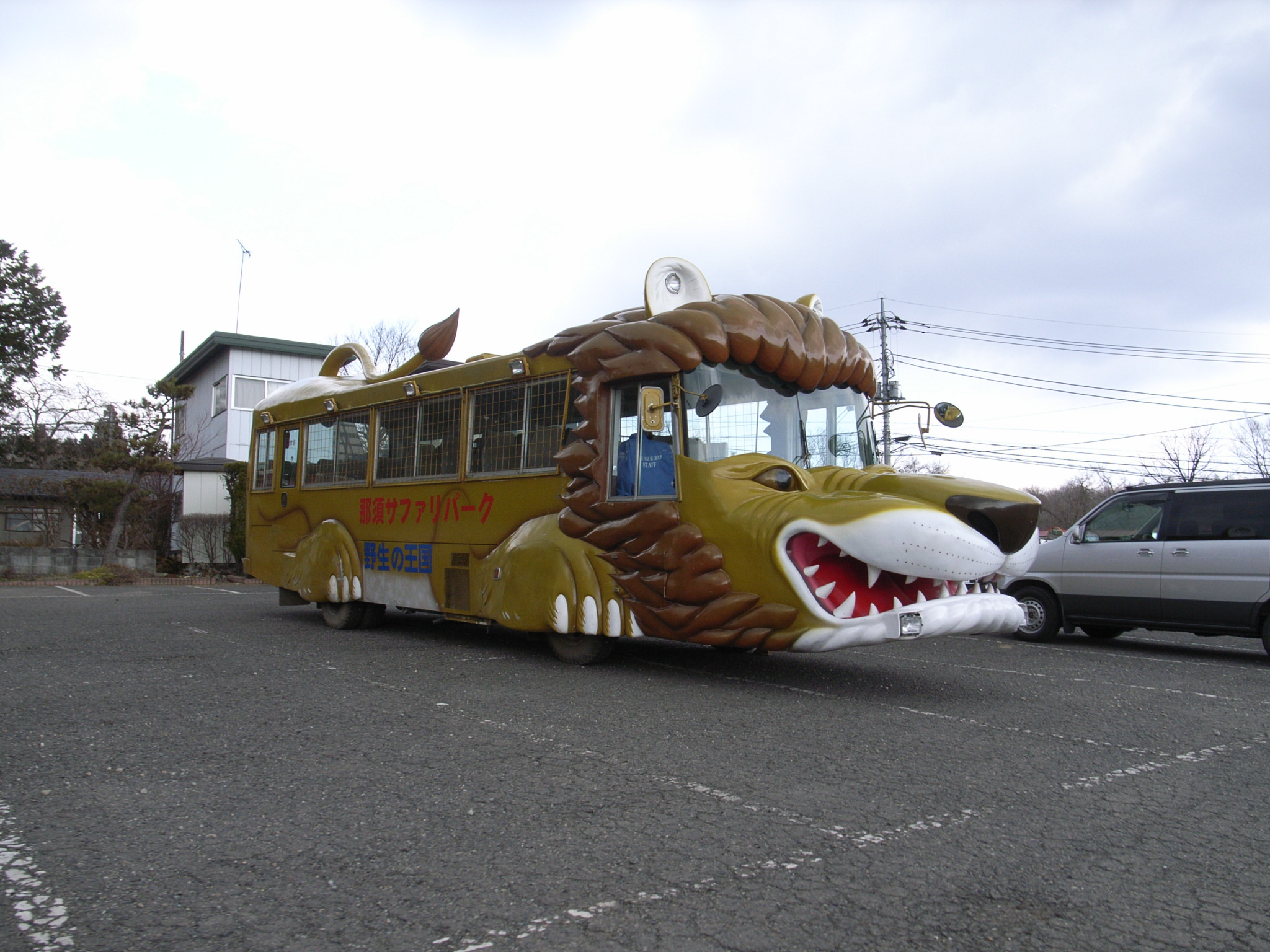
那須サファリパークの「ライオンバス」のうちの一つ

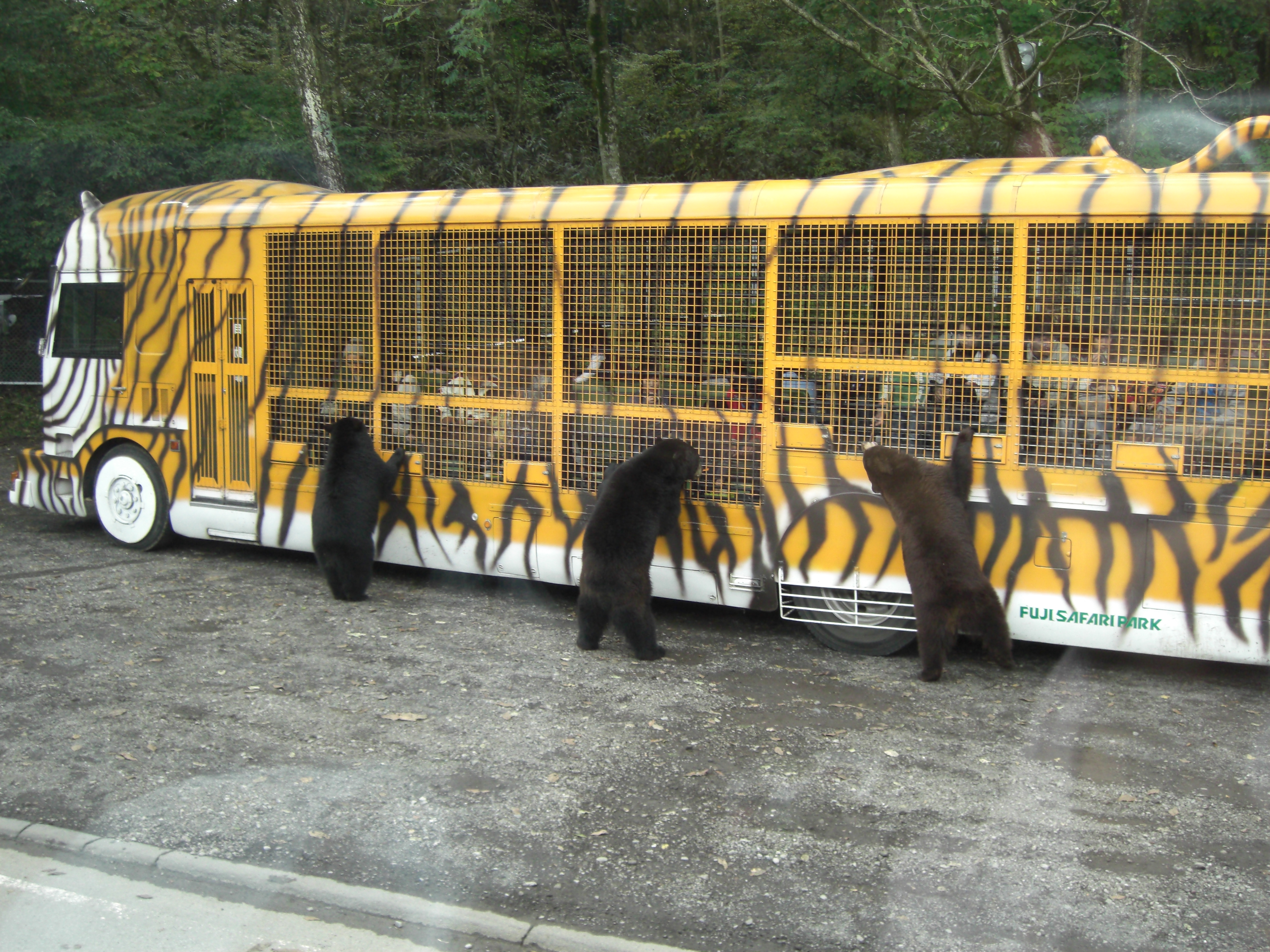
富士サファリパークの「ジャングルバス」

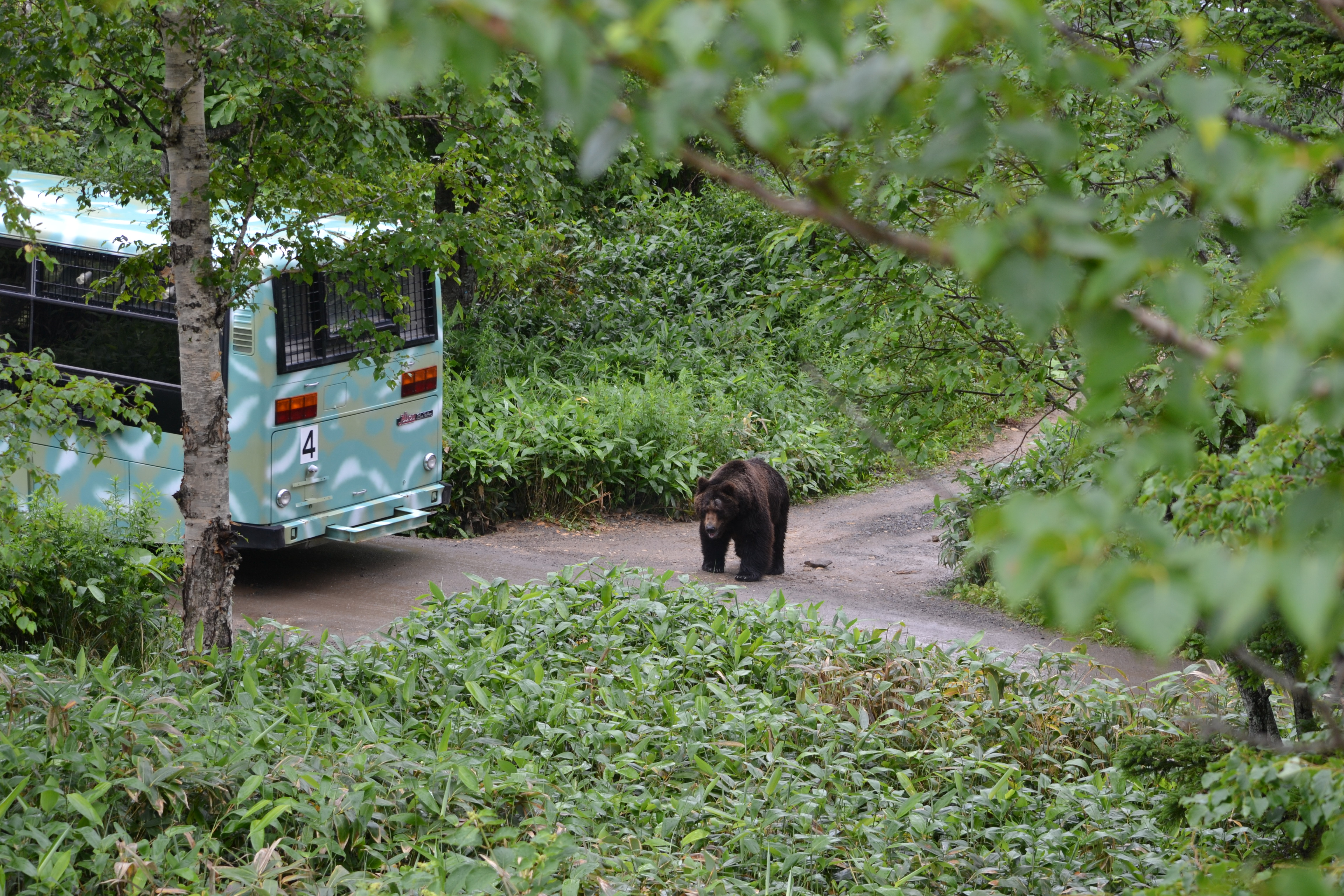
ベア・マウンテンの「ベアウォッチングバス」

サファリバス（Safari bus）は、動物園・サファリパーク内で飼育している動物を車内から見るために運行されるバス車両である。各施設により「サファリバス」、「ライオンバス」、「ジャングルバス」、「ベアウォッチングバス」など、名称はさまざまである。
トラ・ライオン・クマ・キリンなどの大型動物を周囲に飼育している道路上を低速で走行する。乗客は至近距離から動物を見ることができる。車体はアニマル柄で、動物を模した装飾が施されている場合が多い。車体側面にガラス窓がなく金網や鉄格子が張られているものがある。施設によっては金網や鉄格子の隙間ごしに猛獣への餌付けが可能な場合もある。
万一のエンジン故障などを想定した、非常時対策訓練が行われている施設もある。

## ライオンバス
多摩動物公園では1964年5月17日から「ライオンバス」を運行している。サファリ形式の観覧は当時の動物園長の発案で、世界初の試みだったという。
初期には「ライオン観覧車について」という説明板が園内に掲示され、特製バス（日野 BT71）についての概要・特徴が箇条書きの文章で記されていた。それによると、強化ガラス2枚の合せガラス「窓」、ライオン4頭（約1トン）が屋根に上っても充分な強度の「車体」、2両を背中合せにできる後部の「非常扉」、不燃性材料の「客席」、無線機やアンモニア銃の装備など、安全性が説明されていた。細かなスペックについては、東京公園文庫6『多摩動物公園』（中川志郎、1981年・郷学舎）p.68-71にも書かれている。
1976年10月17日には、日本宝くじ協会から2代目のライオンバス3台（シマウマ柄）が寄贈された。なおライオンバスは1976年導入の2代目から中型トラックの改造車が導入されている。2000年5月導入の4代目からCNG車が導入されており、2023年時点でライオンバスは5代目（いすゞ・フォワードベース）となっていた。
バス発着場の老朽化による建て替え工事のため、2016年4月から2021年7月2日まで、約5年間長期運行休止していた。
2年目で100万人の累計乗車人数を突破し、1969年度には最多の52万7095人が乗車した。1988年に1000万人を、2014年2月1日に2000万人を達成した。2016年4月の運行休止時点での累計乗車人数は2079万7041人。